# Promachus bellardii
Promachus bellardii là một loài ruồi trong họ Asilidae. Promachus bellardii được Martin miêu tả năm 1965.